# Agrypon turgidulum
Agrypon turgidulum là một loài tò vò trong họ Ichneumonidae.